# Colle del Pas
Il Colle del Pas (2.342 m s.l.m.) è un valico delle Alpi liguri situato in Provincia di Cuneo. Collega la valle Ellero con l'Alta Val Tanaro e, in particolare, con la valletta del torrente Negrone.

## Storia
Attorno alla metà dell'Ottocento il punto di valico rappresentava il punto di convergenza tra le province di Cuneo (Divisione di Cuneo), di Oneglia e di Nizza (queste ultime due comprese nella Divisione di Nizza).

## Descrizione

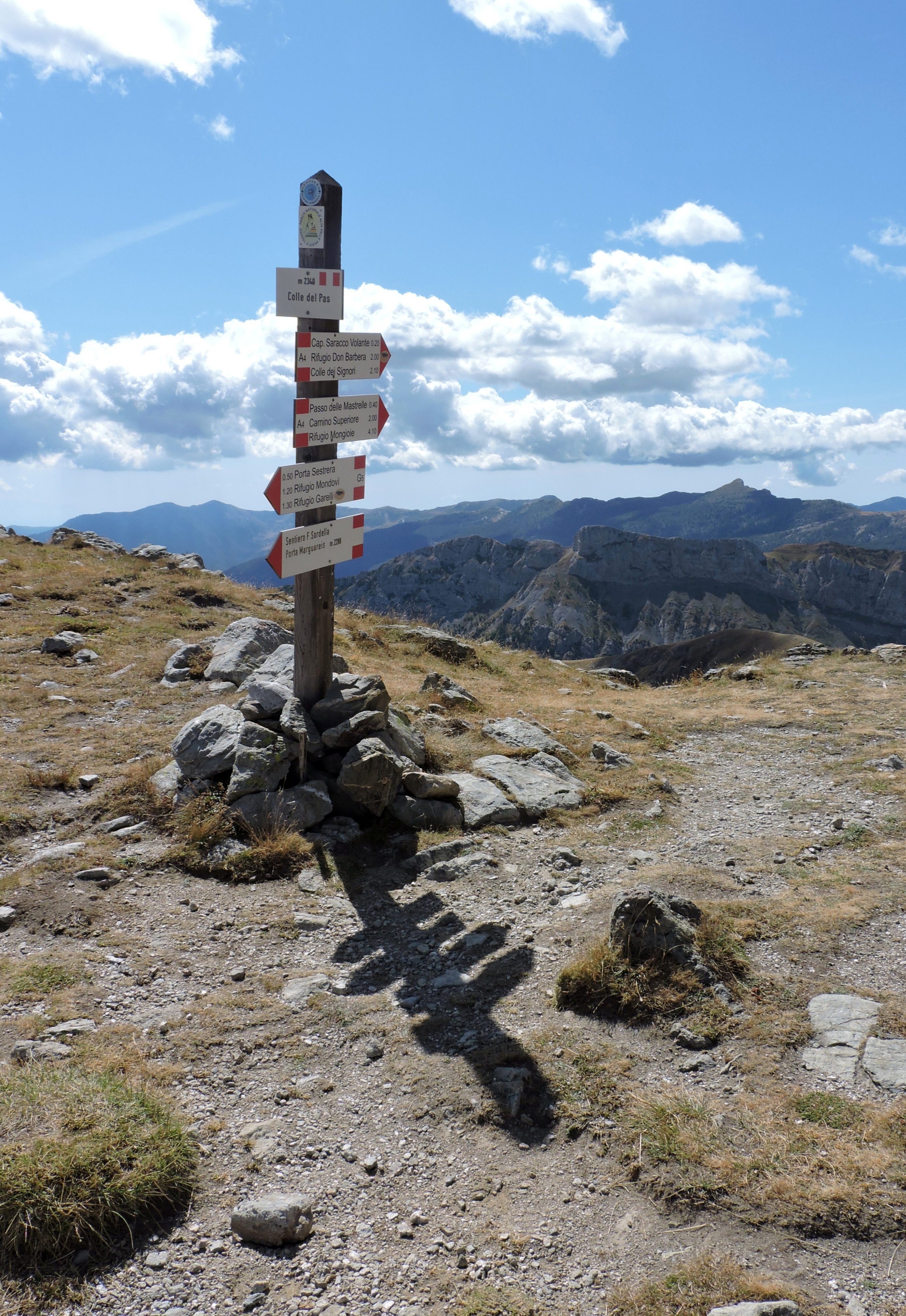
Il punto di valico

Il colle si apre sullo spartiacque Tanaro/Ellero, tra la Punta Emma (a ovest, 2527 m) e la Cima Pian Ballaur (a est). Sul lato Ellero rappresenta la testata di una valletta che ospita il piccolo Lago Rataira.
Nei pressi del colle si apre una ampia cavità naturale che dà accesso al vasto complesso carsico sotterraneo sottostante al Marguareis; nella grotta è stata osservata una significativa fauna cavernicola. Il valico si trova sul confine settentrionale del Parco naturale del Marguareis.
Da un punto di vista orografico secondo la SOIUSA il colle separa il Gruppo del Marguareis dal Gruppo Mongioie-Mondolè, entrambi nelle Alpi del Marguareis.

## Escursionismo

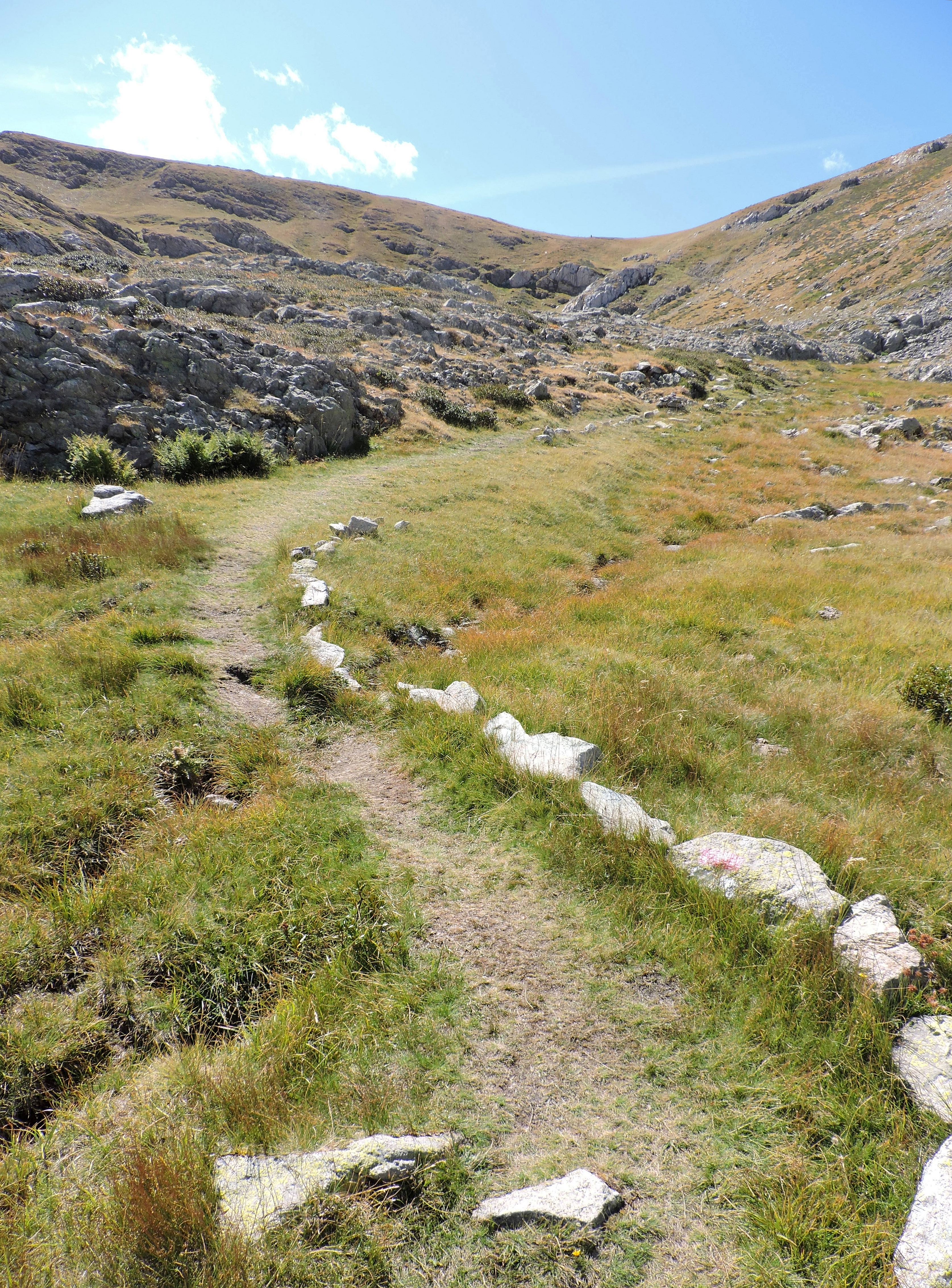
Il sentiero che sale dal lago Rataira

Il colle del Pas è facilmente raggiungibile per sentiero da Carnino (comune di Briga Alta, Val Tanaro). 
Dal lato opposto si può salire, sempre per sentiero, da Pian Marchisio (comune di Roccaforte Mondovì). Il colle si trova sul tracciato dell'"Anello del Marguareis". A partire dal punto di valico si può raggiungere piuttosto facilmente la Cima Pian Ballaur.

### Punti d'appoggio
- In Val Tanaro:
  - Rifugio Mongioie,
  - Rifugio Ciarlo-Bossi.
- In Valle Ellero:
  - Rifugio Havis De Giorgio,
  - Rifugio Garelli.

In Val Tanaro è presente anche la Capanna Saracco-Volante, che però, essendo capanna speleologica non è da considerare come punto d'appoggio per un'escursione, ma solo come eventuale riferimento d'emergenza.